# 털게과
털게과(Cheiragonidae)는 십각목에 속하는 게과의 하나이다. 털게상과(Cheiragonoidea)의 유일한 과이다. 털게 등 현존하는 3종을 포함하고 있으며, 멸종한 3개 속에 모두 13종을 포함하고 있다. 이전에는 이 게의 대부분을 아텔레키클루스과로 분류했다. 아텔레키클루스과(Atelecyclidae)의 한국어 분류명은 여전히 "털게과"로 쓰고 있기도 한다. 이 과의 화석 종은 에오세까지 거슬러 올라간다.

## 분류
- 털게상과 (Cheiragonoidea)
  - 털게과 (Cheiragonidae)
    - 털게속 (Erimacrus) Benedict, 1892
      - 털게 (Erimacrus isenbeckii) (Brandt, 1848)

    - 왕밤송이게속 (Telmmesus) White, 1846
      - 왕밤송이게 (Telmessus acutidens) (Stimpson, 1848)
      - Telmessus cheiragonus (Tilesius, 1812)